# El verdugo de Sevilla
El verdugo de Sevilla (deutsch: Der Henker von Sevilla) ist ein mexikanischer Film aus dem Jahr 1942. Die Regie dieser Filmkomödie führte Fernando Soler, der auch eine der Hauptrollen spielt. Das Drehbuch verfassten Enrique García Álvarez und Paulino Masip.

## Handlung
Doña Nieves führt eine Pension in Madrid. Ihre Tochter, Presentita, ist in Rosendito verliebt und möchte diesen heiraten. Jedoch kann ihr Vater sie nicht zum Altar führen, da er, der Italiener Sansoni, seit langer Zeit verschwunden ist und als tot gilt. Nieves möchte den Pensionsgast Bonifacio heiraten, damit Presentita wieder einen Vater hat. Aber zuvor muss Bonifacio Arbeit finden. Über einen bekannten bekommt er die Stelle des Henkers in Sevilla. Er nimmt die Stelle aufgrund eines Missverständnisses an: Er glaubt, er müsse Kaninchen (conejos) töten, tatsächlich aber soll er einen Kriminellen mit dem Spitznamen El Conejos hinrichten. In letzter Minute wird Bonifacio vor der Vollstreckung des Urteils bewahrt, da der Kriminelle begnadigt wird. In der Zwischenzeit ist Sansoni wieder aufgetaucht, heiratet aber Madame Perrin, damit Nieves und Bonifacio letztendlich ihre Hochzeit feiern können.

## Hintergrund
Der Film El verdugo de Sevilla basierte auf einem Theaterstück von Pedro Muñoz Seca. Er wurde von der Produktionsgesellschaft Films Mundiales produziert und hatte am 28. November 1942 seine Premiere in Mexiko. In Spanien wurde der Film erstmals am 19. Januar 1953 gezeigt. Ricardo Montalbán gab in diesem Film sein Debüt als Schauspieler.